# Lily Tuck
Lily Tuck (Parigi, 10 ottobre 1938) è una scrittrice statunitense.

## Biografia
Nata a Parigi nel 1938, vive e lavora a New York.
Ha scritto due raccolte di racconti, una biografia della scrittrice Elsa Morante e sei romanzi.
Dopo essere stata finalista nel 2000 al Premio PEN/Faulkner per la narrativa con Siam, or the Woman Who Shot a Man, nel 2004 il suo romanzo Notizie dal Paraguay  ha vinto il National Book Award per la narrativa

## Opere

### Romanzi
- Interviewing Matisse or the Woman Who Died Standing Up (1991)
- The Woman Who Walked on Water (1996)
- Siam, or the Woman Who Shot a Man (1999)
- Notizie dal Paraguay  (The News from Paraguay) (2004), Milano, Baldini Castoldi Dalai, 2005 traduzione di Alessandra Costa ISBN 88-8490-770-5.
- E ti ho sposato (I Married You For Happiness) (2011), Torino, Bollati Boringhieri, 2012 traduzione di Manuela Faimali ISBN 978-88-339-2286-7.
- The Double Life of Liliane (2015)

### Racconti
- Limbo, and Other Places I Have Lived (2002)
- The House at Belle Fontaine: Stories (2013)

### Biografie
- Woman of Rome: A Life of Elsa Morante (2008)